# Helmut Rittstieg
Helmut Rittstieg (* 11. August 1939 in Berlin; † 19. April 2002 in Graz) war ein deutscher Rechtswissenschaftler.

## Leben
Nach der Promotion zum Dr. iur. an der Universität Hamburg 1966 lehrte er von 1976 bis 2002 als Professor für Öffentliches Recht in Hamburg.

## Schriften (Auswahl)
- Wirtschaftsverbände und europäische Gemeinschaften. Eine Untersuchung zur institutionalisierten Interessenvertretung. Hamburg 1967, OCLC 644970740.
- Rheinschiffahrt im Gemeinsamen Markt. Eine Untersuchung zur Kollision zwischenstaatlicher Rechtsordnungen. Baden-Baden 1971, ISBN 3-7890-0035-3.
- Eigentum als Verfassungsproblem. Zu Geschichte und Gegenwart des bürgerlichen Verfassungsstaates. Darmstadt 1976, ISBN 3-534-06514-X.
- Wahlrecht für Ausländer. Verfassungsfragen der Teilnahme von Ausländern an den Wahlen in der Wohngemeinde. Königstein im Taunus 1981, ISBN 3-7610-6335-0.